# Кулустай (Архаринский район)
Кулуста́й — станция (населённый пункт) в Архаринском районе Амурской области, входит в Черниговский сельсовет.
Основано в 1885 году. Топонимика: название с эвенкийского кулуста — ключ. Вблизи села есть небольшой ключ; калуста — заткнуть, запереть на замок, на запор, -кан — уменьшительный суффикс.

## География
Станция Кулустай стоит вблизи левого берега реки Бурея.
Станция Кулустай находится на автодороге, соединяющей село Гуликовка и село Каменка.
Расстояние до административного центра Черниговского сельсовета села Черниговка (через сёла Гуликовка, Домикан и станцию Домикан) — 20 км, расстояние до районного центра пос. Архара (через Черниговку) — 48 км.

## Инфраструктура
Станция Забайкальской железной дороги.